# Скалон, Николай Дмитриевич
Никола́й Дми́триевич Скало́н (8 (20) апреля 1886 — 13 декабря 1946) — полковник Уланского Её Величества лейб-гвардии полка, участник Первой мировой войны и Белого движения. Генерал-майор.

## Биография
Сын генерала от кавалерии Дмитрия Антоновича Скалона и жены его Елизаветы Александровны Сатиной.
По окончании Пажеского корпуса в 1905 году, произведен был из камер-пажей в корнеты лейб-гвардии Уланского Её Величества полка, с которым и вступил в Первую мировую войну. Участвовал в походе в Восточную Пруссию, был ранен в бою под Каушеном. К 1917 году — полковник лейб-гвардии Уланского Её Величества полка.
В Гражданскую войну участвовал в Белом движении в составе Вооруженных сил Юга России и Русской армии барона Врангеля. В марте 1920 года был назначен командиром 2-го сводно-гвардейского кавалерийского полка. С 29 августа по 3 сентября 1920 года временно исполнял обязанности командира Гвардейского кавалерийского полка.
В эмиграции в Германии. Жил в Дрездене, возглавлял местный отдел Российского освободительного национального движения (РОНД). После запрета движения в 1935 году стал главой Российского национального и социального движения (РНСД), преобразованого из отделов РОНД действовавших за пределами Пруссии. Его дом в Дрездене был разрушен во время бомбардировки союзниками. Умер в 1946 году в Мюнхене.
Был женат дважды. Его сын Владимир — протоиерей РПЦЗ, ключарь Воскресенского кафедрального собора в Буэнос-Айресе.

## Награды
Источник:
- Орден Святого Станислава 2-й степени с мечами  (ВП 26.10.1914)[4]
- Орден Святой Анны 4-й степени  (ВП 17.01.1915)[5]
- Орден Святой Анны 3-й степени с мечами и бантом  (ВП 29.05.1915)[6]
- Орден Святого Владимира 4-й степени с мечами и бантом (ВП 1.07.1915)[7]
- Орден Святой Анны 2-й степени с мечами (ВП 29.09.1916)[8]

## Творчество
- «Памятка улана её величества». — Санкт-Петербург, типография товарищества М.О. Вольф, 1909. -56 с.[9]